# Rhacophorus pseudomalabaricus
Rhacophorus pseudomalabaricus es una especie de ranas que habita en la India.
Esta especie está en peligro de extinción por la pérdida de su hábitat natural.